# Geographical
Geographical je časopis Kraljevskog geografskog društva (s Institutom britanskih geografa), a pokrenuo ga je Michael Huxley 1935. godine.
Izdavači plaćaju izdavačku pristojbu Društvu koja se koristi za financiranje unaprjeđivanja istraživanja i promicanja geografskog znanja. Časopis donosi članke o geografskim temama, okolišu, očuvanju prirode i putovanjima. Časopis se objavljuje jednom mjesečno.

## Vanjske poveznice
- Geographical Magazine
- Royal Geographical Society